# 卡維恩縣

卡維恩縣在新愛爾蘭省的位置

2°34′18″S 150°48′17″E / 2.5718°S 150.8048°E
卡維恩縣（英語：Kavieng District），是巴布亞新畿內亞新愛爾蘭省的縣份之一，涵蓋新愛爾蘭島北部、新漢諾威島和聖穆紹群島，首府設於卡維恩，面積2,983平方公里，2011年人口83,162，人口密度每平方公里28人。